# Криминологическое прогнозирование
Криминологи́ческое прогнози́рование — это предсказание будущего состояния преступности и связанных с ней явлений и факторов (криминологической обстановки), а также выявление основных тенденций их развития.
Криминологическое прогнозирование осуществляется на основе имеющихся в криминологии научных представлений о преступности, с использованием статистических, экспериментальных методов, математического моделирования. Для того, чтобы результат прогноза можно было использовать в практической деятельности, он должен иметь научный характер, обладать свойством проверяемости.

## Объекты предвидения
М. П. Клейменов называет следующие объекты криминологического прогнозирования:
- Состояние и показатели преступности в определённый исторический период, её отдельных разновидностей (например, организованной преступности).
- Тенденции, наиболее вероятные пути развития преступности и связанных с ней явлений.
- Тенденции личности преступника, её социально-демографических, социально-ролевых и уголовно-правовых характеристик.
- Виктимологические тенденции: появление и исчезновение новых категорий лиц, обладающих повышенной виктимностью, социальная характеристика жертв преступления.
- Тенденции развития криминологической науки, выявление наиболее перспективных направлений исследования.
- Преступное поведение отдельной личности (индивидуальное криминологическое прогнозирование).

## Виды криминологического прогнозирования
М. П. Клейменов классифицирует виды криминологического прогнозирования по следующим основаниям: по цели прогнозирования, по задачам прогнозов, по срокам, по масштабности, по назначению, по сложности объекта, по субъекту прогнозирования.
По цели прогнозирования выделяется:
- Поисковое прогнозирование, основывающееся на текущих тенденциях преступности и имеющее целью установление её будущего состояния при сохранении этих тенденций.
- Нормативное прогнозирование, направленное на установление возможности привести преступность в определённое состояние в некий будущий момент и выработку необходимых для этого мер борьбы с ней.

По задачам прогнозов выделяется оперативное (направленное на решение текущих задач), тактическое и стратегическое прогнозирование.
По срокам выделяется краткосрочное (до 1 года), среднесрочное (1—5 лет), долгосрочное (5—10 лет) и дальнесрочное прогнозирование (10—15 лет).
По масштабности выделяется локальное (на уровне ограниченной территории или отдельного ведомства), региональное и глобальное прогнозирование.
По назначению выделяется общее (касающееся всех видов преступности и субъектов борьбы с ней), специальное (относящееся к отдельной разновидности преступности или отдельному органу) и индивидуальное (направленное на конкретный объект) прогнозирование.
По сложности объекта предвидения выделяется сингулярное (однообъектное), мультиплетное (факторное), системное и метасистемное (относящееся к проектируемой системе) прогнозирование.
По субъекту выделяется официальное (выполняемое субъектами, на которые возложена соответствующая служебная обязанность) и неофициальное прогнозирование.

## Методы прогнозирования
При осуществлении прогнозирования используются методы анализа документов, опроса, экспертных оценок, эксперимент и квазиэксперимент, экстраполяция, другие статистические методы, метод математического моделирования.
Методы прогнозирования:
1. Экстраполяция — изучение истории прогнозируемого объекта (в данном случае преступления) и перенесение закономерностей его развития в прошлом и настоящем на будущее.
2. Экспертных оценок — заключаются в обобщении мнений специалистов базирующихся на их профессиональном мастерстве интуиции научном и практическом опыте в области борьбы с преступностью.
3. Моделирование — исследование характеристик связей и закономерностей какого-либо явления, процесса и системы на основе замещения их условными образцами или моделями.

## Результат прогнозирования
Результатом прогнозирования является сценарий развития криминологической ситуации. Как правило, рассматривается несколько возможных сценариев: 
- Сценарий, отражающий существующие тенденции развития явлений, не учитывающий возможное направленное воздействие на них в будущем.
- Сценарий, предусматривающий наилучший из возможных вариантов развития событий под действием предлагаемых мер.
- Сценарий, предусматривающий наихудший из возможных вариантов развития событий.